# 馬菲·皮亞斯
馬菲·皮亞斯（Mathew Pears），生於英國，持有由列斯都會大學頒發的運動科學碩士學位，曾在英格蘭著名球會列斯聯任職超過7年，現時擔任香港足球代表隊的體能教練。

## 教練生涯
皮亞斯生於英國，畢業於列斯都會大學持有大學頒發之運動科學碩士學位，曾多次參加三項鐵人、馬拉松與單車好手為曼聯球迷，他當初修讀運動科學是希望借助知識幫助熱愛運動的同好，其後在著名的英格蘭老牌球會列斯聯任職超過7年曾擔任體適能訓練主管、青訓運動科學及醫學主管，離職列斯聯前為一隊體適能教練，離職後於2016年1月加入香港足球總會擔任香港足球代表隊體能教練，工作範疇覆蓋各組男、女子青年軍及球證的體能鍛鍊。